# Tuberorachidion
Tuberorachidion is een kevergeslacht uit de familie van de boktorren (Cerambycidae). De wetenschappelijke naam van het geslacht werd voor het eerst geldig gepubliceerd in 1953 door Tippmann.

## Soorten
Tuberorachidion omvat de volgende soorten:
- Tuberorachidion lanei Tippmann, 1953
- Tuberorachidion pumilio (Gounelle, 1911)